# Гневный (эсминец, 1913)
«Гневный» — эскадренный миноносец типа «Дерзкий», построенный по «малой судостроительной программе» и принадлежавший к числу эскадренных миноносцев типа «Новик».

## История службы

### Служба в Российском Императорском флоте.
Зачислен в списке судов Черноморского флота 11 октября 1911 года. Заложен на стапеле завода «Наваль» 20 сентября 1913 года, спущен на воду 18 октября 1913 года. В начале июня 1914 года, после завершения швартовочных испытаний, перешёл из Николаева в Севастополь для окончательной достройки и приёмных испытаний. 11 октября 1914 года «Гневный» был принят в состав 1-го дивизиона Минной бригады Черноморского флота.
В первый боевой поход «Гневный» вышел 16 октября 1914 года с целью перехвата и уничтожения кораблей противника. До конца года корабль совершил ещё 7 боевых походов к берегам Турции для обстрела побережья Угольного района, уничтожения турецких судов и выполнения минных постановок. 1915 год корабль встретил в море. За 1915 год «Гневный» совершил 23 боевых похода в составе 1-го дивизиона Минной бригады, в результате походов было уничтожено более 90 парусных и паровых судов. Эсминец имел боевые столкновения с турецкими лёгкими крейсерами «Мидилли» и «Гамадие». Во второй половине 1915 года в связи с вводом в строй в состав 2-го дивизиона Минной бригады эскадренных миноносцев типа «Счастливый» интенсивность эксплуатации корабля снизилась.
30 мая 1915 года при обстреле турецкого побережья у Зунгулдака (совместно с эсминцем «Дерзкий») «Гневный» получил 2 попадания 105-мм снарядами с крейсера «Бреслау», которые повредили паропроводы котельной установки. Под руководством исполняющего должность старшего судового механика миноносца «Гневный» Михаила Гофмана частично были исправлены повреждения трубопроводов и механизмов, что дало возможность миноносцу выйти из опасного положения. Однако, оставшиеся серьёзные повреждения котельной установки требовали дополнительных исправлений и до конца августа эсминец находился в ремонте в Севастополе. В сентябре-декабре «Гневный» совершил ещё 4 боевых похода.
В кампании следующего года «Гневный» участвовал в 15 боевых походах, обстреливая турецкое и румынское побережья, выполняя минные постановки, перевозя войска и охраняя переходы линейных кораблей и авиатранспортов. 
В плавании 13-31 марта 1916 года 3-й дивизион вместе со всем флотом участвовал в операции по переброске морем десантного корпуса на Кавказский фронт. Корабли действовали на всем протяжении пути транспортов из Одессы в Новороссийск для приема войск и в последующей охране их движения под охраной флота на юг. Четырьмя отрядами 29 транспортов вышли из Одессы 15(28) марта. Минную бригаду в этом походе представляли эскадренный миноносец "Счастливый” (флаг начальника бригады), "Пылкий”, "Гневный”, весь состав 3-го дивизиона и 5 миноносцев 4-го и 5-го дивизионов. ”Лейтенант Шестаков” (брейд-вымпел начальника дивизиона капитана 1 ранга А. М. Клыкова) и "Лейтенант Зацаренный” охраняли 3-й отряд (7 транспортов), ”Капитан Сакен” и ”Капитан-лейтенант Баранов” – 4-й отряд (8 транспортов). В Новороссийск пришли 18 марта.
Всего за 1916 год корабль потопил 3 парохода и несколько парусных судов и барж. В сентябре 1916 года эсминец встал на ремонт, в котором находился до мая следующего года. В мае и июне 1917 года «Гневный» трижды выходил в море (на минные постановки и сопровождение линейного корабля «Свободная Россия». Больше на боевые операции «Гневный» не выходил.

### Служба во время Гражданской войны
16 декабря 1917 года эсминец вошёл в состав советского флота. После предъявления 25 апреля 1918 года германским командованием ультиматума советскому правительству о сдаче Черноморского флота 29 апреля «Гневный» вместе с частью кораблей предпринял попытку уйти из Севастополя в Новороссийск. При прохождении боновых ворот корабль был обстрелян немецкой артиллерией. В результате попадания артиллерийского снаряда ниже ватерлинии корабля образовалась течь; эсминец был вынужден круто повернуть и на полном ходу выбросился на берег Ушаковой балки. Покидая корабль, экипаж корабля открыл кингстоны и подорвал одну из турбин. Летом 1918 года эсминец был поднят и 5 июля 1918 года включён германским командованием в состав собственного флота под бортовым номером «R-03»; одновременно поставлен в ремонт. В декабре, после ухода германских войск из Севастополя, эсминец перешёл под контроль английского командования и в начале 1919 года был возвращён ими войскам ВСЮР. Был зачислен в состав Черноморского флота ВСЮР, но в строй введён не был .
В конце марта 1919 года «Гневный» совместно с Русской эскадрой эвакуировался из Крыма. После высадки эвакуируемых в Константинополе корабль в конце декабря был уведён на буксире в тунисский порт Бизерта, где 29 декабря был интернирован французской стороной. После признания 29 октября 1924 года Францией СССР на эсминце был спущен Андреевский флаг, а экипаж «Гневного» был расформирован. В конце 1920-х годов эсминец был продан Русметаллторгом на слом, и в 1933 году был разобран на металл частной французской фирмой.

## Командиры
Все даты приведены по новому стилю
- капитан 2-го ранга, с 7 июня 1915 — капитан 1-го ранга Василий Нилович Черкасов (Черкасов 1-й) (27 октября 1913 года — 31 января 1916 года);
- капитан 2-го ранга, с 6 мая 1917 — капитан 1-го ранга Виктор Иванович Лебедев (19 декабря 1915 года[уточнить] — 1917 год);
- лейтенант В. И. Медведев 02.1917-?
- старший лейтенант Александр Дмитриевич Кисловский (1917 год);
- лейтенант Дмитрий Болеславович Крейчман (1918 год)[2].
- мичман Д. М. Вавилов 1918 г.
- старший лейтенант Г. П. Демченко 11.1920 - 1921.01.
- лейтенант В. А. Плотто 01-05. 1921 г.
- лейтенант С. П. Лавров 05.1921-1924.06.